# العلاقات البحرينية الميكرونيسية
العلاقات البحرينية الميكرونيسية هي العلاقات الثنائية التي تجمع بين البحرين وولايات ميكرونيسيا المتحدة.

## مقارنة بين البلدين
هذه مقارنة عامة ومرجعية للدولتين:
| وجه المقارنة                                              | البحرين       | ولايات ميكرونيسيا المتحدة |
| --------------------------------------------------------- | ------------- | ------------------------- |
| المساحة (كم2)                                             | 765           | 702                       |
| عدد السكان (نسمة)                                         | 1.49 مليون    | 105.54 ألف                |
| الكثافة السكانية (ن./كم²)                                 | 194.77 ألف    | 15.03 ألف                 |
| العاصمة                                                   | المنامة       | باليكير                   |
| اللغة الرسمية                                             | اللغة العربية | لغة إنجليزية              |
| العملة                                                    | دينار بحريني  | دولار أمريكي              |
| الناتج المحلي الإجمالي (بليون دولار)                      | 35.31 مليار   | 336.43 مليون              |
| الناتج المحلي الإجمالي (تعادل القوة الشرائية) بليون دولار | 64.16 مليار   | 365.27 مليون              |
| الناتج المحلي الإجمالي الاسمي للفرد دولار أمريكي          | 22.60 ألف     | 3.02 ألف                  |
| الناتج المحلي الإجمالي للفرد دولار أمريكي                 | 45.50 ألف     |                           |
| مؤشر التنمية البشرية                                      | 0.824         | 0.640                     |
| رمز المكالمات الدولي                                      | +973          | +691                      |
| رمز الإنترنت                                              | .bh           | .fm                       |
| المنطقة الزمنية                                           | ت ع م+03:00   |                           |

## منظمات دولية مشتركة
يشترك البلدان في عضوية مجموعة من المنظمات الدولية، منها:
| علم المنظمة | اسم المنظمة                               | تاريخ انضمام البحرين | تاريخ انضمام ولايات ميكرونيسيا المتحدة |
| ----------- | ----------------------------------------- | -------------------- | -------------------------------------- |
|             | يونسكو                                    | 18 يناير 1972        | 19 أكتوبر 1999                         |
|             | وكالة ضمان الاستثمار متعدد الأطراف        | 12 أبريل 1988        | 11 أغسطس 1993                          |
|             | الأمم المتحدة                             | 21 سبتمبر 1971       | 17 سبتمبر 1991                         |
|             | البنك الدولي للإنشاء والتعمير             | 15 سبتمبر 1972       | 24 يونيو 1993                          |
|             | الاتحاد الدولي للاتصالات                  | 1975                 | 18 مارس 1993                           |
|             | منظمة حظر الأسلحة الكيميائية              | ?                    | ?                                      |
|             | مؤسسة التمويل الدولية                     | 22 سبتمبر 1995       | 24 يونيو 1993                          |
|             | المركز الدولي لتسوية المنازعات الاستشارية | 15 مارس 1996         | 24 يوليو 1993                          |

## وصلات خارجية
- موقع وزارة الخارجية البحرينية